# Чжан Яолин
Чжан Яолин (кит. трад. 張曜靈, упр. 张曜灵, пиньинь Zhāng Yàolíng, 344—355), взрослое имя Юаньшу (元舒) — фактический независимый правитель государства Ранняя Лян.

## Биография
Старший сын Чжан Чунхуа. В 353 году его отец заболел, и назначил Чжан Яолина своим официальным наследником. Вскоре после этого отец скончался, и Чжан Яолин формально унаследовал его место, став титуловаться полученным от империи Цзинь титулом «Сипинского удельного гуна» (西平郡公), однако реальная власть сосредоточилась в руках его дяди Чжан Цзо. В начале 354 года Чжан Цзо, вступивший в связь с матерью Чжан Чунхуа, с её помощью осуществил государственный переворот и сел на трон сам; Чжан Яолин был понижен в титуле до «Ляннинского хоу» (凉宁侯).
Правление Чжан Цзо быстро вызвало недовольство, и в 355 году против него восстали генералы Чжан Гуань и Сун Хунь, желавшие вернуть трон Чжан Яолину, после чего Чжан Цзо казнил Чжан Яолина. Однако его это не спасло: вскоре он был свергнут, а на трон был возведён младший брат Чжан Яолина — Чжан Сюаньцзин.